# بيير هارفي
بيير هارفي (بالإنجليزية: Pierre Harvey) (و. 1957  م) هو متزحلق، ودراج كندي، ولد في ريموسكي، شارك في الألعاب الأولمبية الشتوية 1984، والألعاب الأولمبية الصيفية 1976، والألعاب الأولمبية الصيفية 1984، والألعاب الأولمبية الشتوية 1988، وبطولة العالم للتزلج النوردي على الثلج 1982 ‏.
.

## جوائز
حصل على جوائز منها:
- النيشان الوطني لكيبيك من رتبة فارس (2011)[3]
- نيشان كندا من رتبة عضو.

## روابط خارجية
- بيير هارفي على موقع أرشيف الدراجات (الإنجليزية)
- بيير هارفي على موقع إحصائيات الدراجات الإحترافية (الإنجليزية)
- بيير هارفي على موقع الاتحاد الدولي للتزلج (التزلج الريفي) (الإنجليزية)
- بيير هارفي على موقع أوليمبيديا (الإنجليزية)
- بيير هارفي على موقع اللجنة الأولمبية الكندية (الإنجليزية)
- بيير هارفي على موقع قاعة كندا للمشاهير الرياضية (الإنجليزية)
- بيير هارفي على موقع قاعة كيبيك للمشاهير الرياضية (الفرنسية)